# حرق قطار بجودهرا
حدثت مذبحة جودهرا في سنة 2002 في ولاية غوجارات في الهند. حيث أحرق مجموعة من المسلمين المتطرفين قطاراً يحمل حجاجاً هندوسيين من مدينة مقدسة «يؤذي». قضت اللجنة التي شكلتها حكومة ولاية غوجارات للتحقيق في حرق القطار 6 سنوات في مراجعة تفاصيل القضية، وخلصت إلى أن الحريق كان متعمدًا من قبل مجموعة من الغوغاء المسلمين من 1000 إلى 2000 شخص.